# Fulco van Gulik
Fulco van Gulik (Voorburg, Leidschendam-Voorburg, Holanda del Sud, 1 d'agost de 1979) va ser un ciclista neerlandès que fou professional del 1999 al 2009.

## Palmarès
- 2000
  - 1r al Tour Beneden-Maas
  - 1r a l'Omloop der Vlaamse Gewesten
- 2003
  - Vencedor d'una etapa a l'Olympia's Tour
  - Vencedor d'una etapa a l'OZ Wielerweekend
- 2004
  - Vencedor de 2 etapes a la Volta a la província d'Anvers
- 2005
  - 1r a la Dorpenomloop Rucphen